# Teratophyllum ludens
Teratophyllum ludens là một loài thực vật có mạch trong họ Lomariopsidaceae. Loài này được (Fée) Holttum miêu tả khoa học đầu tiên năm 1932.